# سیدنی کرکمن
سیدنی کرکمن (انگلیسی: Sidney Kirkman; ۲۹ ژوئیهٔ ۱۸۹۵ – ۲۹ اکتبر ۱۹۸۲) فرد نظامی اهل بریتانیا بود. وی همچنین برندهٔ جوایزی همچون صلیب نظامی شده‌است.